# Falsa precisión
La falsa precisión (también llamada sobreprecisión o exactitud espuria) ocurre cuando un dato numérico es presentado de una manera que implica una precisión mejor que la que tiene en realidad. Ya que la precisión es un límite a la exactitud, la falsa precisión a menudo lleva también a una excesiva confianza en la exactitud también.
Madsen Pirie define el término "precisión falsa" de una manera más general: cuándo los números exactos son utilizados para ideas que no puede ser expresado en términos exactos. Por ejemplo, "Estoy 90% seguro de que usted está equivocado". A menudo, se abusa de la falsa precisión para producir una confianza no garantizada en una reclamación: "nuestro cepillo de dientes es dos veces mejor que el de nuestro competidor".
En ciencia e ingeniería, la convención dicta que a menos que se determine un margen de error explícito, el número de cifras significativas usado en la presentación de los datos tendría que ser limitada para que sea garantía de la precisión de aquellos dato. Por ejemplo, si un instrumento puede ser leído décimas de una unidad de medida, los resultados de los cálculos que utilizan los datos obtenido de aquel instrumento, sólo pueden ser confiables si se presentan en décimas de unidad, aunque para los mismos cálculos se utilicen datos más precisos. Incluso fuera de estas disciplinas,  hay una tendencia para suponer que todos los dígitos de una cifra son significativos. Así, si se proporciona una cantidad excesiva de cifras, se está mostrando una precisión mejor de la que en realidad existe.
En contraste, mantener más cifras significativas en las etapas intermedias de un cálculo evita que se acumulen errores de estimación y redondeo.
La falsa precisión generalmente surge cuando se combinan datos muy precisos con datos poco precisos, así como en la conversión de unidades. conversión de unidades.

## Ejemplos
La falsa precisión es el núcleo de numerosas variaciones del mismo chiste, que pueden ser resumidas así: El guía de un museo dice que un esqueleto de dinosaurio tiene 100 000 005 años de antigüedad porque un experto le dijo, hacía cinco años, que el esqueleto tenía 100 millones de años.
Las medidas que utilizan muestreos estadístico, como los test IQ, son a menudo mostrados con precisión falsa.